# Malcolm Bilson

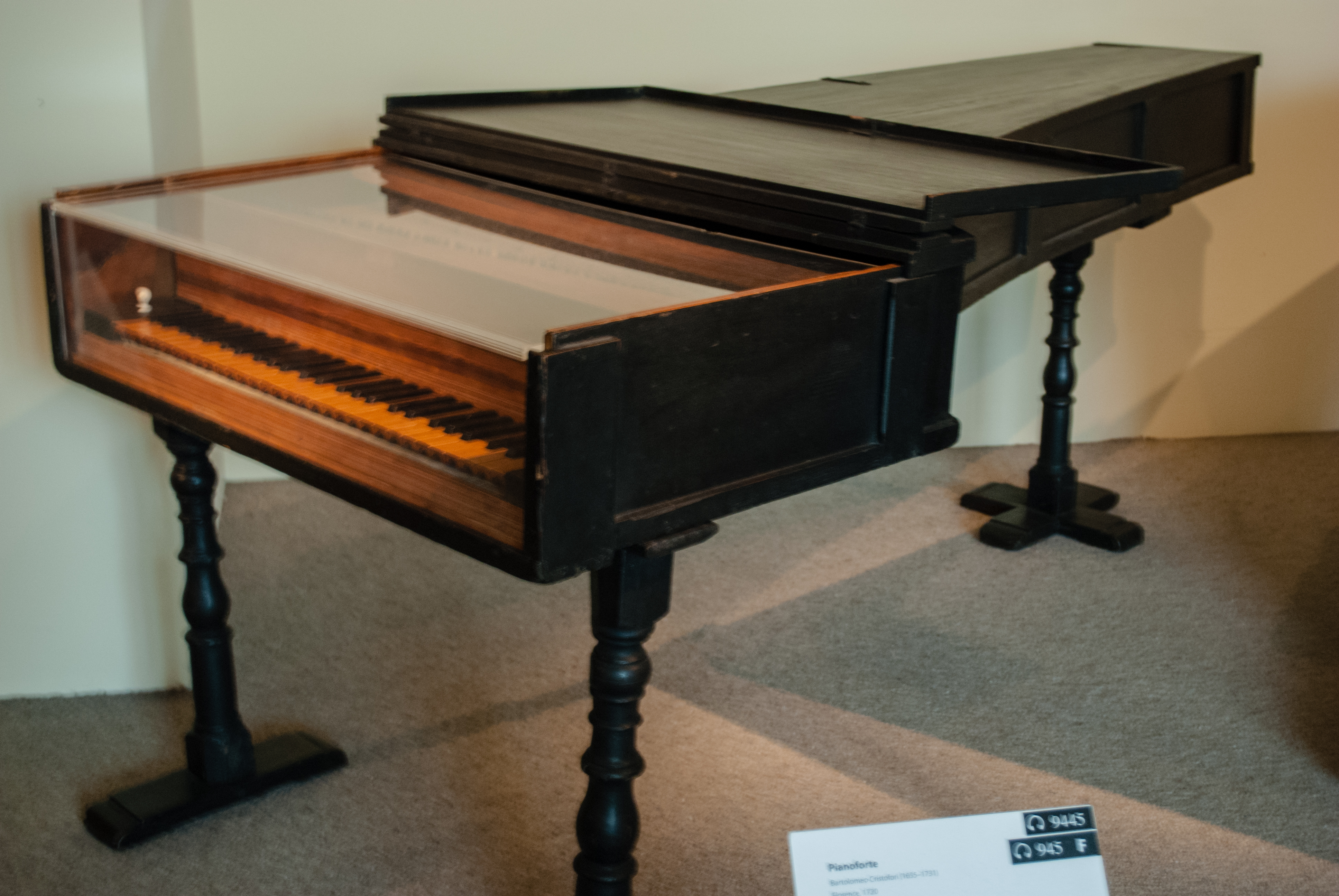
Pianoforte Cristoforiego (Florencja, 1720)

Malcolm Bilson (ur. 24 października 1935 w Los Angeles) – amerykański pianista specjalizujący się w wykonaniach na instrumentach historycznych. Wykładowca w Cornell University w Nowym Jorku.
Bilson zasłynął serią nagrań koncertów fortepianowych Wolfganga Amadeusa Mozarta z towarzyszeniem sir Johna Eliota Gardinera i orkiestry English Baroque Soloists. Zarejestrował komplet sonat fortepianowych Mozarta, Schuberta oraz – we współpracy z szóstką swoich absolwentów – Beethovena. Nagrał także DVD "Knowing the Score", w którym podważa szereg podstawowych koncepcji wykonawczych, według których uczy się w konserwatoriach i szkołach muzycznych na całym świecie (m.in. odnośnie do artykulacji oraz rytmu w dawnych utworach).
Uczestniczy w pracach jury Międzynarodowego Konkursu Bachowskiego w Lipsku.